# Kofiauparadiskungsfiskare
Kofiauparadiskungsfiskare (Tanysiptera ellioti) är en fågel i familjen kungsfiskare inom ordningen praktfåglar.

## Utseende och läte
Kofiauparadiskungsfiskaren är en rätt liten kungsfiskare med för släktet unika förlängda centrala stjärtfjädrar, 10–11 cm längre än resten av stjärten. Båda könen har blå hjässa, mörkblå ovansida samt vitt på övergump, undersida och stjärt. Näbben är röd, ögat mörkbrunt och ben och fötter brungrå till gulbruna. Den skiljer sig från mycket lika vanlig paradiskungsfiskare genom helvit stjärt där de centrala stjärtpennorna bara avsmalnar något, med mindre utvecklade spatlar längst ut. Ungfågeln är mörkare än den adulta, med beigekantatde vingpennor, ljusbrun anstrykning på nedre delen av ryggen och övergumpen och brunbeige anstrykning undertill. Vidare är stjärten blå ovan och grå under, medan näbben är sotbrun med ljusare spets.

## Levnadssätt
Arten hittas i högväxt och skuggig skog, adulta fåglar också i skuggiga trädgårdar. Både häckningsbiologin och födan är okänd, men fynd av individer med kraftigt slitna bröstfjädrar tyder på att den födosöker efter insekter på marken.

## Utbredning och status
Fågeln förekommer enbart på ön Kofiau i Västpapua, tillhörande Indonesien. Utbredningsområdet är litet och möjligen även beståndet. Dess habitat minskar långsamt i omfång och kvalitet. Internationella naturvårdsunionen IUCN kategoriserar arten som nära hotad.

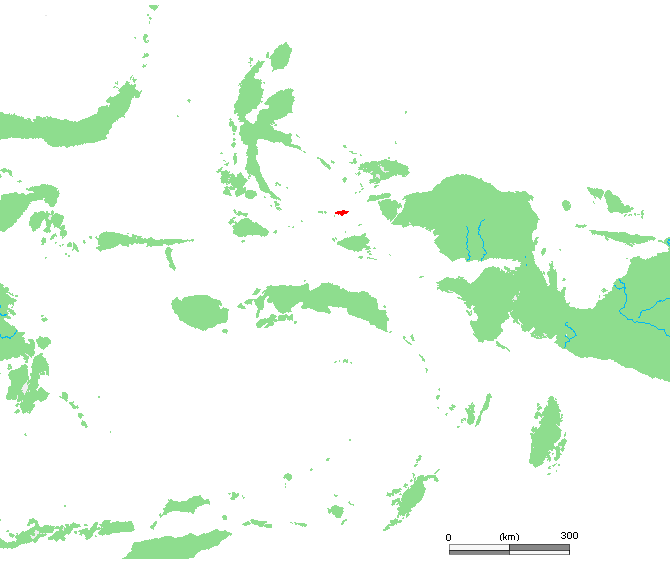
Ön Kofiaus läge väster om Nya Guinea.

## Namn
Fågelns vetenskapliga artnamn hedrar den amerikanska ornitologen Daniel Giraud Elliot.